# Wouw

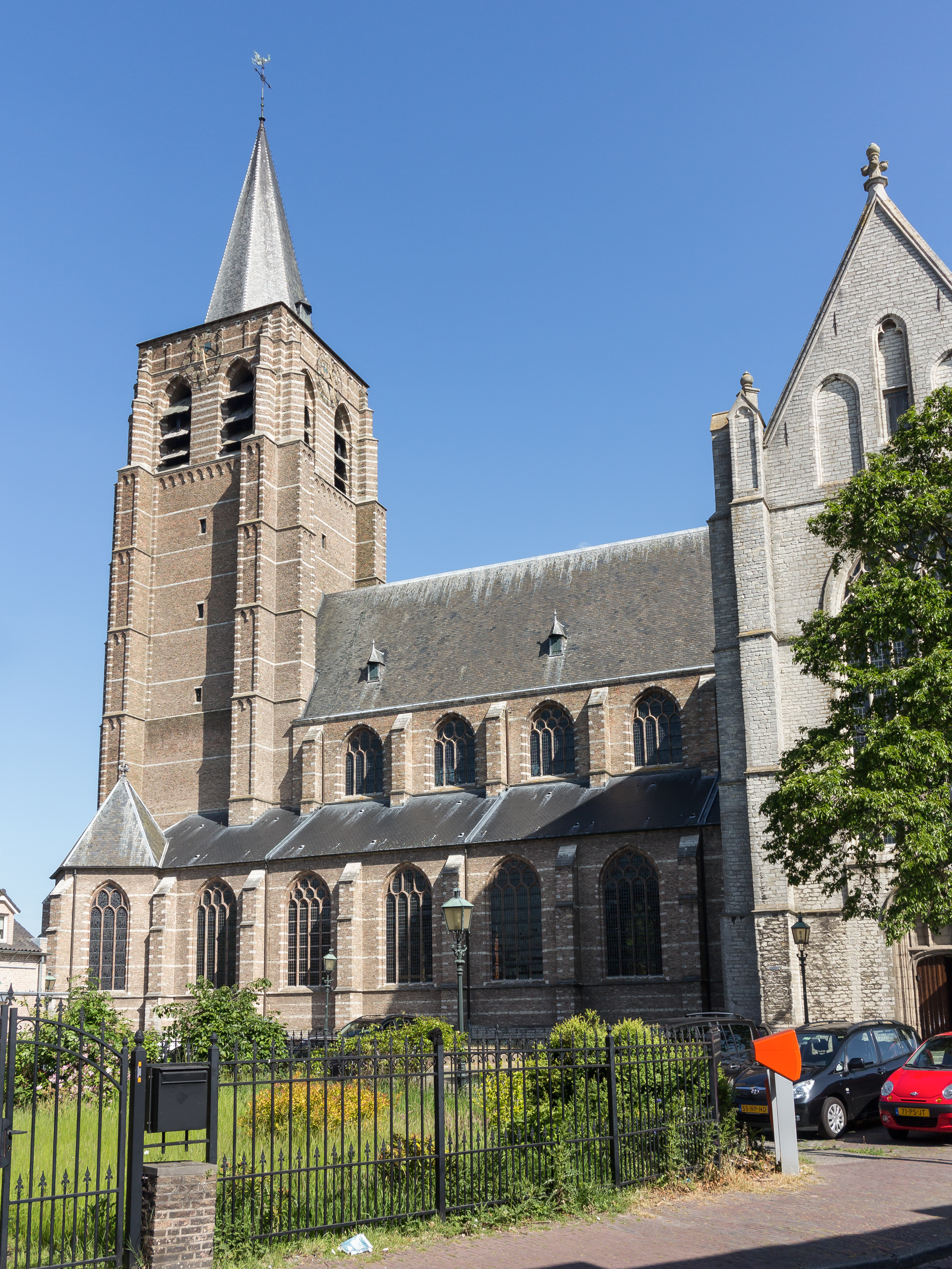
Kirche: de Sint Lambertuskerk

Wouw ist ein Dorf der Gemeinde Roosendaal der niederländischen Provinz Noord-Brabant. Es befindet sich östlich von Bergen op Zoom an der Grenze zu Belgien und war bis 1997 eine eigenständige Gemeinde. Im Jahr 2024 zählte es rund 4850 Einwohner.

## Persönlichkeiten
- Peer Maas (* 1951), Radrennfahrer
- Jacques van Meer (* 1958), Radrennfahrer